# クレオン (政治家)
クレオン（クレオーン、古代ギリシア語: Κλέων、ラテン文字転記：Cleon、?-紀元前422年）は紀元前5世紀後半のアテナイの政治家、デマゴーグである。

## 生まれと初期の政治活動
クレオンは裕福な皮鞣業者クレアイネトスなる人物の子である。クレオンをはじめとするデマゴーグは無教養な成り上がり者として描かれることが多いが、彼らは旧来の大土地所有者ではないにせよ、手工業を営む裕福な名望家層であった。トゥキュディデスによれば、クレオンは「他の問題についても市民の中で最も乱暴で、その当時では最も説得力のある人物」であった。
クレオンは紀元前440年頃に名門の家柄のディカイオゲネスの娘と結婚し、政界進出の糸口を掴もうとしたようである。しかし、ペリクレスの存命中に新参者のクレオンに活躍の機会は与えられず、ストラテゴス職はベテラン将軍たちによって独占されていたため、当初のクレオンには軍事的威信もなかった。そこで彼は弁論術に目をつけ、これで政界進出を目論んだ。このクレオンの武器はミュティレネ裁判において存分に発揮された。紀元前428年のミュティレネによるアテナイに対する反乱が翌年に鎮圧されると（ミュティレネの反乱）、彼はミュティレネの男子全員を処刑し、女子供を奴隷にすることを民会で提案した。一日目の裁判では彼の提案が可決され、現地の将軍の許にその命令を伝える快速船が送られた。しかし、人々はこのあまりにも過酷な判決を後悔し、裁判をやり直した。その結果、ディオドトスなる人物の提議で首謀者のみを処罰することが決まり、命令を修正する快速船が送られ、間一髪で間に合った。その後、反乱の首謀者1000人がアテナイに送られると、クレオンの提案で彼らは処刑された。

## スファクテリアの戦い
紀元前425年、メッセニアのピュロスでスパルタとアテナイの戦いが行われていた時、スパルタから講和を申し出る使節がやってきた。この時クレオンは民衆に対して戦争続行を扇動し、ピュロスの近くのスファクテリア島のスパルタ兵を武装解除の下アテナイに捕虜として送り、ニサイア、ペガイ、トロイゼン、アカイアをアテナイに返還するという条件ならば応じると回答させ、そのような条件は飲めないとスパルタ側は拒否し、交渉は決裂した。
その後、ピュロスから冬になれば包囲は困難になるという使者がやってきたが、戦況は有利だと常々主張していたクレオンは彼らは真実を伝えていないと述べ立てた。このため、使者たちは別の視察者を選出するよう求め、クレオン自身とテアゲネスが選ばれた。ここで嘘をつくか使節の言うことが正しいと認めるかというのっぴきならない状況に追い込まれたクレオンは使者を送るなど悠長なことをすべきではなく、好機を逸さずに軍を送るべきであり、自分ならばスファクテリア島のスパルタ兵を捕らえることができると主張した。かねてよりクレオンと対立関係にあり、この時遠まわしにあてこすられたニキアスはクレオンが失態を演じるのを期待し、クレオンに自身の将軍としての指揮権を譲渡した。最初クレオンは軍を率いるのを躊躇したが、追い詰められると自分はスパルタ軍を恐れてはおらず、20日以内にスファクテリア島のスパルタ兵を捕らえるか殺すかしてみせると宣言し、名将デモステネスを同僚の将軍に選び、出航した。ところが、この時クレオンは主戦力であったアテナイの重装歩兵を連れて行かず、レムノス島、インブロス島の兵、アイノスの軽装歩兵、その他の地方からの弓兵400人を連れて行っている。トゥキュディデスの記録した戦いの場面において指揮官の名前が出ていないのでクレオンがどの程度戦いに関わったのかは分かっていないが、スファクテリア島のスパルタ兵との戦いにおいてクレオンが連れて行った軽装歩兵と弓兵は左右から敵に矢玉を発射し、重装歩兵からなる敵が近づくと身軽さを生かして後退し、敵が引くと再び攻撃をするというヒット・アンド・アウェイ戦法で消耗させ、ついには絶対降伏しないと言われていたスパルタ兵120人を含む292人を降伏させることに成功した。つまり、クレオンの部隊の選択は正しかったわけであり、彼は敵の重装歩兵部隊を破るのに何が必要であったのかを把握していたのである。帰国したクレオンは一躍時の人となり、スファクテリア島での勝利で名声と勢力を上昇させた。

## 政策
クレオンはペリクレスが導入した陪審員手当てを2オボロスから3オボロスに増額した。また、スファクテリアの戦いと同じ年にトゥディッポスが同盟諸国からの貢租徴収強化を目的とする貢租の再査定を行う決議を出した。トゥディッポスはクレオンの娘婿であることからこれは彼の政策であったと考えられている。これらデロス同盟の支配強化、公共手当ての推進といった施策はペリクレスの路線とさほど変わることのない路線であった。

## アンフィポリスの戦いとクレオンの最期
紀元前423年、アテナイとの同盟から離反したカルキディケ半島のスキオネの市民の処刑をクレオンは提案し、票決された。その結果、ニコストラトスとニキアスを将軍とする遠征軍が送られた。
しかし、彼らはスキオネを落とすことなく帰国し、さらにトラキアにスパルタから将軍ブラシダスが派遣され、アテナイの勢力圏を侵していたため、クレオンはアテナイ人を説得し、翌年にアテナイ人重装歩兵1200人、騎兵300騎、それ以上の数の同盟軍と艦隊30隻を率いてトラキア遠征へと向った。彼はスキオネ包囲軍の一部を吸収してブラシダスを求めてトロネ近くのコポス港へ向かい、次いでトロネを包囲して落とした。クレオンはトロネの男は捕虜としてアテナイに送り、女子供は奴隷として売った。そして、彼はブラシダスに奪われていたアンフィポリスの奪回へと向った。
アンフィポリスに接するストリュモン川の河口のエイオンに基地を置いたクレオンはスタギュロスを攻めるも失敗したが、ガレプソスを落とし、そしてマケドニア王ペルディッカス2世とオドマントイ族の王ポレスに援軍を要請した。これに対し、アンフィポリスを守るブラシダスはアテナイ軍を見渡せるケルデュリオンへと向かい、トラキア人傭兵1500人、エドネス族の軽装歩兵と騎兵を援軍に迎えた。
兵士たちが彼らの将軍が積極的に敵を攻めないのに不満を持つようになったため、クレオンはアンフィポリスへと攻め上った。しかし、援軍が到着しないうち決戦をすべきではないと彼は考え、軍に退却を命じた。アンフィポリス市の東にいたアテナイ軍が退却を始め、無防備な側面を自軍に曝すやブラシダスはアンフィポリスから出撃し、敵に攻撃を仕掛けた。この時、トゥキュディデスはクレオンは直ちに逃亡しようとしたものの殺されたと述べているが、ディオドロスはクレオンは勇敢に戦って討ち死にしたと述べている。

## デマゴーグとしてのクレオン
周知のようにクレオンは代表的なデマゴーグであるとされている。デマゴーグという言葉自体は無定見な扇動政治家という風なイメージがあるが、本来は民衆の指導者という意味の言葉であり、それ自体にネガティブなニュアンスはない。ところが、クレオンに恨みと憎しみを持つトゥキュディデスとアリストファネスによって悪しき指導者としてのデマゴーグ像が確立された。トゥキュディデスは軍事行動における失敗をクレオンに告発されて亡命を余儀なくされ、アリストファネスは『バビュロニア人』でクレオンを非難したために告発され、そのために一層『騎士』において彼を非難したと言われている。トゥキュディデスはクレオンを攻撃的で過激だが、アンフィポリスの敗北にあるように軍事的には無能な扇動者として描き、アリストファネスはその喜劇の中で彼を笑い者にし、スファクテリアでの勝利はデモステネスから手柄を奪い取ったものだと揶揄した。つまり、「トゥキュディデスとアリストファネスという古典期アテネを代表する文人をいわば『敵』にまわし、彼らからさんざん罵倒されたクレオンは、アテネ市民を堕落させた唾棄すべき下劣な扇動政治家として歴史に名を刻むことになった」。

## 註
1. ↑  澤田, p. 139
2. ↑  トゥキュディデス, III. 36
3. ↑  澤田, 143-144
4. ↑  トゥキュディデス, III. 36-41
5. ↑  ディオドロス, XII. 55
6. ↑  トゥキュディデス, III. 50
7. ↑  トゥキュディデス, IV. 21, 22
8. ↑  トゥキュディデス, IV. 27-29
9. ↑  プルタルコス, 「ニキアス」, 9
10. ↑  トゥキュディデス, IV. 28
11. ↑  トゥキュディデス, IV. 30-38
12. ↑  ディオドロス, XII. 63
13. ↑  プルタルコス, 「ニキアス」, 8
14. ↑  澤田, p. 150-151
15. ↑  トゥキュディデス, IV. 122, 129
16. ↑  トゥキュディデス, V. 2, 3
17. ↑  ディオドロス, XII. 73
18. ↑  トゥキュディデス, V. 6
19. ↑  トゥキュディデス, V. 7, 10
20. ↑  ディオドロス, XII. 74
21. ↑  澤田, p. 140-141
22. ↑  澤田, p. 140